# Ноябрьфест
Ноябрьфест — эногастрономический фестиваль, ежегодно проводящийся в Крыму с 2017 года в целях популяризации крымского виноделия и кулинарии. Информационно и финансово поддерживается Министерством курортов и туризма Крыма.
Ноябрьфест — один из крупнейших энограстрофестивалей, проходящих в Крыму, главная роль на фестивале отводится местным, крымским винам.

## История
Первый фестиваль, организатором которого является Министерство курортов и туризма Крыма прошел в 2017 году на территории одного из санаторно-курортных комплексов. Его целью стыло привлечение туристов в регион в межсезонье. Трёхдневное мероприятие включало выставку продукции винодельческих предприятий и ресторанов Крыма и Севастополя, кулинарные мастер-классы и дегустации. На время проведения мероприятия на винных предприятиях Крыма проходили дни открытых дверей с бесплатными экскурсиями и дегустациями. Мероприятие посетило около четырёх тысяч жителей и гостей полуострова, при этом в мероприятии принимало участие всего 15 предприятий. Прошедший фестиваль вина и гастрономии «Ноябрьфест» получил премию как лучшее гастрономическое событие в области событийного туризма Российской Федерации на V Всероссийском конкурсе в области событийного туризма, организованном Министерством культуры Российской Федерации.
Во втором фестивале в 2018 году участвовало уже более 50 предприятий, а число гостей, по словам организаторов, составило около 6000 человек.
В 2019 году фестиваль был расширен, проводился на открытом воздухе на историческом плацу винзавода «Массандра», в результате основной день фестиваля посетило более 12 тысяч человек, в том числе из-за границы: Белоруссии, Грузии, Казахстана и Украины. Не все винодельческие производства, принимавшие участие в мероприятии, оказались готовы к такому наплаву гостей, так что у части участников бесплатное вино по гостевым флаерам закончилось уже к 14 часам, что вызвало определённое недовольство. Критику вызвала и проблема с парковками в районе проведения центрального дня фестиваля. В рамках фестиваля, в октябре, в Санкт-Петербурге и Москве прошли недели крымских вин. Фестиваль вновь занял первое место в финале национальной премии событийного туризма Russian Event Awards 2019 и был признан лучшим гастрономическим событием России 2019 года.
В 2020 году из-за пандемии коронавируса фестиваль был отменен.
В 2021 году по плану проведение фестиваля было интегрировано в программу Ялтинского международного экономического форума и проведение планировалось на 4-6 ноября в Ялте. Его поддержка были заложены в бюджете Республики Крым.
В 2023 году было объявлено, что Крым получил транш 15,8 млн рублей от правительства РФ, после победы в конкурсе проектов на поддержку и развитие событийного туризма в рамках государственной программы «Развитие туризма». Часть средств получил фестиваль «Ноябрьфест».

## Программа
В ходе фестиваля винодельческие хозяйства полуострова знакомят гостей мероприятия с напитками собственного производства, сделанными из местного винограда. Принимают участие как известные винодельческие бренды, так и молодые компании. На винзаводах проводятся дни открытых дверей с экскурсиями, в ходе которых можно посетить винные подвалы, ознакомиться с процессом изготовления вина, продегустировать продукцию, а также задать свои вопросы виноделам и сомелье.
Также в фестивале принимают участие фермерские хозяйства Крыма, предлагающие походящие к вину закуски: крымские сыры, морепродукты, фрукты. Действует фуд-корт, на котором представлены блюда лучших крымских ресторанов, повара которых проводят мастер-классы по приготовлению блюд крымской кухни. Присутствует концертная программа, хедлайнером фестиваля в 2019 году стала группа Uma2rman.
Фестиваль включает интерактивную программу: в ходе различных мастер классов гостям предлагается познакомиться с искусством сомелье: проводятся обучающие уроки, рассказывают о сочетаниях вин и закусок, правилах хранения и сервировки вин. Также проводятся мастер-классы по гончарному искусству, вышивке и плетению. На фестивале 2019 года была представлена винная гризайль — художник рассказывал о картинах, написанных вином, и показывал примеры работ.
Участие в фестивале бесплатное, однако требует предварительной регистрации. На некоторых предприятиях дни открытых дверей проходят бесплатно, на других — по специальной цене для гостей фестиваля.